# Бамут
Бамут е село в Ахчой-Мартановски район в Чечня, Русия. То е административен център на Бамутско селско поселение.

## География
Селото е разположено на брега на река Фортанка на 8 километра югозападно от районния център Ахчой-Мартан. Разстоянието до републиканската столица Грозни е 48 километра. Най-близките населени места на север са станция Асиновска и село Нови Шар, на северозапад – станция Нестеровска, на югозапад – село Аршта, на югоизток – селата Стари Ахчой, Янди и Шалажи, на изток – село Катир-Юрт.

## История
През 1944 година след депортация на ингуши и чеченци и ликвидиране на Чеченско-Ингушка АССР селището Бамут е преименувано на Буковка. След възстановяването на Чеченско-Ингушка АССР на населеното място е върнато старото име.
В това селище е екзекутиран редник Евгений Родионов.